# 東急レクリエーション
株式会社東急レクリエーション（とうきゅうレクリエーション、英: TOKYU RECREATION CO.,LTD.）は、東京都渋谷区に本社を置く、映画興行や不動産業を手がける東急グループの企業である。シネマコンプレックス（シネコン）の109シネマズなどを展開している。

## 沿革

### 新日本興業株式会社
- 1946年（昭和21年）
  - 6月15日 - 新日本興業株式会社として設立。
  - 8月 - 四日市市にキャピトル劇場を開業。
- 1949年（昭和24年）
  - 5月 - 東京証券取引所に株式上場。
  - 10月 - 池袋東洋株式会社を合併。
- 1951年（昭和26年）10月30日 - 東京急行電鉄株式会社、新宿歌舞伎町に東京製氷株式会社（東京スケート）を設立。アイススケートリンクを経営。
- 1953年（昭和28年）12月31日 - 新日本興業株式会社、東京製氷株式会社（東京スケート）を合併し、東急グループ入り。
- 1956年（昭和31年）12月1日 - 上記アイススケートリンクを撤去し、跡地に新宿東急文化会館を建設。
- 1966年（昭和41年）11月1日 - 株式会社東急文化会館を合併。

### 株式会社東急文化会館
- 1956年（昭和31年）
  - 5月15日 - 東京急行電鉄株式会社が株式会社東急文化会館を設立。
  - 12月1日 - 渋谷（渋谷駅東口）に「東急文化会館」を開業。
- 1957年（昭和32年）1月19日 - 株式会社上野東急設立。下谷元黒門町（上野駅前）の映画館・上野東急を経営。
- 1960年（昭和35年）3月1日 - 株式会社東急文化会館、泰西映画株式会社を合併。洋画の輸入ならびに配給事業に進出。「東急洋画チェーン」を形成。
- 1962年（昭和37年）9月 - 興行面で松竹株式会社と全面提携[2]。
- 1963年（昭和38年）1月9日 - 松竹株式会社と配給面でも提携[3]。
- 1965年（昭和40年）2月27日 - 「松竹・東急チェーン」（STチェーン）が発足[4]。
- 1966年（昭和41年）
  - 8月1日 - 株式会社上野東急を合併。
  - 11月1日 - 新日本興業株式会社に合併される。

### 株式会社東急レクリエーション
- 1969年（昭和44年）3月26日 - 新日本興業株式会社が株式会社東急レクリエーションに商号変更[5]。
- 1970年代 - 1990年代 - ボーリングを中心に事業展開（蒲田、横浜などに「東急スポーツセンター」を開業。ともに、1990年代に閉鎖。）
- 1973年（昭和48年）6月 - ホテル事業に進出。同年8月に広島東急イン、10月に熊本東急インを開業。
- 1982年（昭和57年）12月4日 - 上野東急をリニューアルし、上野とうきゅうビルの営業を開始。
- 1988年（昭和63年）4月 - 池袋東急をリニューアルし、池袋とうきゅうビルの営業を開始。
- 1996年（平成8年）
  - 3月 - 「とうきゅうボウル」の営業開始（湘南とうきゅうボウル）。
  - 9月 - 株式会社ティーアール・フーズ（現・連結子会社）設立。
- 1997年（平成9年）4月 - 株式会社ティーアール・サービス（現・連結子会社）を設立。
- 1998年（平成10年）4月 - 「109シネマズ」の営業開始（109シネマズ港北）。
- 2002年（平成14年）
  - 8月 - 「フットボールコミュニティー」の営業開始（フットボールコミュニティー越谷）。
  - 11月 - 「スーパー銭湯 美しの湯」の営業開始。
- 2003年（平成15年）6月 - 渋谷東急文化会館を閉館。
- 2006年（平成18年）6月 - 相鉄ローゼン株式会社から「相鉄ムービル」（現・ムービル）の運営を継承。
- 2007年（平成19年）10月 - 株式会社東北新社との合弁で、映画配給事業を手がける株式会社ゴー・シネマを設立。
- 2011年（平成23年）
  - 5月 - 東京急行電鉄株式会社からの事業譲渡により、流行発信ショップ「ranKing ranQueen」（ランキンランキン）の運営を継承。
  - 12月25日 - 池袋東急を閉館。
- 2012年（平成24年）
  - 4月26日 - 渋谷東急文化会館跡地に「渋谷ヒカリエ」開業。（運営は東急レクリエーションではない）。
  - 4月30日 - 上野東急を閉館。
- 2013年（平成25年）5月23日 - 渋谷東急を閉館。
- 2014年（平成26年）
  - 8月3日 - 丸の内ルーブルを閉館。
  - 12月31日 - 新宿ミラノ1・2・3、シネマスクエアとうきゅう閉館。
- 2015年（平成27年）1月25日 - 109シネマズMM横浜が閉館。
- 2016年（平成28年）3月17日 - 東京急行電鉄株式会社が株式公開買付けと自己株式処分の引受により、持株比率を直接48.91%、同社子会社保有株式を含め50.10%とし、親会社となる[6]。
- 2019年（平成31年）2月28日 - コンビニエンスストア事業から撤退[7]。
- 2022年（令和4年）12月29日 - 上場廃止[8]。
- 2023年（令和5年）
  - 1月1日 - 株式交換により、東急株式会社の完全子会社となる[8]。
  - 4月14日 - 新宿ミラノ1・2・3及びシネマスクエアとうきゅう跡地に東急歌舞伎町タワー開業。
- 2024年（令和6年）
  - 1月1日 - 子会社の広島東急レクリエーションと熊本東急レクリエーション（それぞれ広島 東急REIホテル、熊本 東急REIホテルの運営会社）を合併。広島東急レクリエーションが存続会社となり、同日を以て東急レクリエーションホテルズへ社名変更。

## 事業

### 映像事業
- 109シネマズ（TOKYUポイントおよび「TOP&カード提示割引」の加盟店）
  - 東北地方
    - 富谷（イオンモール富谷別棟 3F）（宮城県富谷市）

  - 関東地方
    - 佐野（フェドラP&D SANO 2F）（栃木県佐野市）
    - 高崎（メディアメガ高崎 2F）（群馬県高崎市下和田町）
    - 菖蒲（モラージュ菖蒲）（埼玉県久喜市菖蒲町）
    - 木場（イトーヨーカドー木場店 3F）（東京都江東区木場）
    - プレミアム新宿（東急歌舞伎町タワー 9 - 10F）（東京都新宿区歌舞伎町）

旧新宿ミラノ1・2・3、シネマスクエアとうきゅうの跡地に新規開業。
    - 二子玉川（二子玉川ライズ内）（東京都世田谷区玉川）
    - グランベリーパーク（南町田グランベリーパーク ワンダーシアター2F）（東京都町田市鶴間）
    - ムービル（相鉄ムービル）（神奈川県横浜市西区） - 2006年6月より相鉄ローゼンからロードショー館として運営受託。現在は109シネマズブランドの1つとして運営されている。
    - 港北（港北 TOKYU S.C. 6F）（神奈川県横浜市都筑区）
    - 川崎（ラゾーナ川崎プラザEast 5F）（神奈川県川崎市幸区）
    - 湘南（テラスモール湘南 4F）（神奈川県藤沢市辻堂神台）
    - ゆめが丘（ゆめが丘ソラトス 3F）（神奈川県横浜市泉区ゆめが丘）

  - 中部地方
    - 名古屋（マーケットスクエアささしま 2F）（愛知県名古屋市中村区）
    - 四日市（トナリエ四日市 6F）（三重県四日市市安島）
    - 明和（イオンモール明和 2F）（三重県多気郡明和町）

  - 近畿地方
    - 箕面（みのおキューズモールWEST2 2F）（大阪府箕面市西宿）
    - HAT神戸（ブルメールHAT神戸 2F）（兵庫県神戸市中央区脇浜海岸通）
    - 大阪エキスポシティ（大阪府吹田市千里万博公園地内）

  - 中国地方
    - 広島（アルパーク北棟 3F）（広島県広島市西区）

  - 九州地方
    - 佐賀（モラージュ佐賀南館 2F）（佐賀県佐賀市巨勢町）
- 業務提携館
  - シネマ・リオーネ古川（宮城県大崎市古川台町） - 同地出身である佐藤進（当時会長）の意向により、業務提携を行っている[9]。
  - AL☆VEシアター（秋田県秋田市）
- 映画配給 - 1960年3月（昭和35年）「東急洋画チェーン」としてスタート。1962年（昭和37年）9月より松竹と組み、現在は「松竹東急系」（STチェーン）を形成。

#### かつて運営していた映画館
- ロードショー館
  - 上野東急・上野東急2（上野とうきゅうビル 1F・3F）（東京都台東区上野）※2012年4月30日閉館。
  - 池袋東急（池袋とうきゅうビル 7F）（東京都豊島区東池袋1-41-4）※2011年12月25日閉館。

前身の映画館「池袋東洋映画劇場」を1949年に当時の新日本興業が買収し、池袋東急とする。1988年4月に地下2階地上8階建ての池袋とうきゅうビルへと建て替えられ、300席（後に292席に減少）の映画館としてリニューアルオープン。丸の内ルーブル系列の映画館として数々のヒット作や大作を上映してきたが、近隣地域のシネマコンプレックスに客足を奪われたこと等もあり2011年12月25日『アントキノイノチ』の上映を最後に閉館[10]。なお、3Dデジタルは閉館まで導入しなかった[11]。閉館後の2012年12月22日、同館跡地にアウトバック・ステーキハウス池袋店がオープンした。
  - 渋谷東急（渋谷クロスタワー 2F）（東京都渋谷区渋谷）※2013年5月23日閉館。
  - 丸の内ルーブル（有楽町マリオン新館 7F）（東京都千代田区有楽町）※2014年8月3日閉館。
  - 新宿ミラノ1・2・3、シネマスクエアとうきゅう（新宿TOKYU MILANOビル）（東京都新宿区歌舞伎町）※2014年12月31日閉館。

閉館後の2023年4月14日、同館跡地の東急歌舞伎町タワーに109シネマズプレミアム新宿がオープンした。
  - まちだ東急ル・シネマ（中央通り東急ビル 2F）（東京都町田市原町田）まちだ東急百貨店との共同運営施設として、1984年12月8日開業。※2000年7月閉館。
- シネマコンプレックス
  - MM横浜（GENTO YOKOHAMA 2F）（神奈川県横浜市西区）※定期建物賃貸借契約期間満了により2015年1月25日閉館。
- その他映画館
  - 四日市キャピトル劇場（三重県四日市市諏訪栄町）1948年1月売却。後の四日市東映劇場。
  - 名古屋キャピトル劇場（愛知県名古屋市中区錦）1948年1月売却。のちのヒカリ劇場。
  - 豊橋キャピトル劇場（愛知県豊橋市新本町）1948年1月売却。のちの豊橋国際劇場。
  - 浜松キャピタル劇場（静岡県浜松市板屋町）1948年1月売却。のちの浜松映画劇場。
  - 大阪梅田キャピトル劇場（大阪府大阪市北区曾根崎新地）1948年1月日活に譲渡され梅田日活映画劇場。
  - 大阪上六キャピトル劇場（大阪府大阪市天王寺区上本町）1948年1月売却。
  - 姫路キャピトル劇場（兵庫県姫路市福中町）1948年1月売却。のちの白鷺座。
  - 新宿ヒカリ座（東京都新宿区新宿）1946年東急関連企業として開館。のち東映に合併。
  - 中野映画劇場（東京都中野区中野）時期により中野松竹、中野東宝、中野東映（後述の中野東映とは別物）。
  - 中野東映（東京都中野区中野）
  - 中野名画座（東京都中野区中野）
  - 平井映画劇場（東京都江戸川区平井）1967年頃売却。

### ライフ・デザイン事業
- ボウリング場（「TOP&カード提示割引」の加盟店）
  - 湘南とうきゅうボウル（湘南とうきゅう）（神奈川県藤沢市）
  - 葛西とうきゅうボウル（イトーヨーカ堂葛西店）（東京都江戸川区東葛西）
- フィットネス事業 - 「エニタイムフィットネスセンター」
  - 駒込店（東京都豊島区駒込）
  - 大島店（東京都江東区大島）
  - 下丸子店（東京都大田区下丸子）
  - 竹の塚店（東京都足立区竹ノ塚）[12]
  - 葛西店（東京都江戸川区東葛西）
  - 荻窪店（東京都杉並区荻窪）
  - 相模原店（神奈川県相模原市中央区相模原）[13]
- フットサル場 - 「フットボールコミュニティ」
  - 越谷店（埼玉県越谷市蒲生）
  - 美浜店（千葉県千葉市美浜区新港）
  - 佐倉店（千葉県佐倉市染井野）
  - 野田店（千葉県野田市山崎貝塚町）
  - 幕張店（千葉県千葉市花見川区幕張町）
  - 松戸八柱店（千葉県松戸市川原塚）
  - スポーツコミュニティー浜野店（千葉県千葉市中央区浜野町）
  - スポーツコミュニティー市川浦安店（千葉県市川市広尾）
  - 名古屋店（愛知県名古屋市中村区平池町）
- カルチャースクール
  - 湘南カルチャーセンター（湘南とうきゅう）（神奈川県藤沢市）
- コンビニエンスストア - 法人フランチャイジーとしてファミリーマートの運営
  - 赤羽駅東口店、赤羽平和通り店、赤羽1丁目店、中野中央四丁目店、本駒込一丁目店、西麻布一丁目店、中延二丁目店、砧城山通り店、渋谷桜ヶ丘町店、田町駅西口店、三田ステーションビル店、田園調布二丁目店、歌舞伎町交番前店、歌舞伎町広場前店、芦花公園駅南店、上永谷L-ウィング店
- 飲食店 - 法人フランチャイジーとして飲食店の運営
  - モスバーガー - 新宿若松町店
  - 食彩健美 野の葡萄 - イオンモールむさし村山店
- ランキンランキン
- ホテル事業  - 東急ホテルズのフランチャイズとして東急REIホテルの運営（TOKYUポイントの加盟店）
  - 広島 東急REIホテル (広島県広島市中区三川町）※2015年4月1日にホテル東急ビズフォート広島より改称[14]。
  - 熊本 東急REIホテル（熊本県熊本市新市街）※2015年4月1日に熊本東急インより改称。

#### かつて行っていた事業
- スーパー銭湯
  - 美しの湯（札幌市清田区美しが丘）※2011年4月8日閉館[15]。
- 会員制フィットネスクラブ - 東急フィットネスクラブ AXIA（「TOP&カード提示割引」の加盟店）
  - 取手店（旧：取手とうきゅう駐車場棟）（茨城県取手市）※2014年9月30日閉店[16]。
- ハーゲンダッツ
  - 熊本下通り店 ※2012年12月30日閉店。

### 不動産事業・マスターリース
- 仙台TRビル（宮城県仙台市青葉区）旧仙台十字屋跡地。
核テナントは、LABI SENDAI（西館1Fと2-5Fの東館・西館に入居）。

## 歴代社長
- 伊藤義（ - 1980年）[17]
- 岡田茂（1980年 - 1994年）[18][19]
- 佐藤進（ - ）
- 佐藤仁（2007年 - 2014年）[20]
- 菅野信三（ - ）